# 横浜プロレス
横浜プロレス（よこはまプロレス）は、かつて大日本プロレスが横浜にぎわい座のげシャーレで開催していたプロレス興行。

## 設立の経緯
神奈川県横浜市（本社は西区、道場は都筑区）を拠点に構えた大日本プロレスだが、大会開催地が他都道府県に比べて神奈川県が極端に少なく、横浜市に対する地元意識が伝わらないという現状があった。そんな中、地域密着型プロレス団体「ローカルインディー」が増加していることもあり、大日本がこれに追従する形で2007年2月に設立することとなった。4月、5月、6月にプレ旗揚げ戦を開催して、7月に横浜にぎわい座のげシャーレで旗揚げ戦を開催。

## 概要
- 本拠地は横浜にぎわい座のげシャーレ。
- 大会でなく公演として開催。
- 選手がマスクやコスチュームなどでキャラクターに扮して試合を行っている。
- 主な客層はプロレスを知らない、あまり観ない市民。
- デスマッチはしない（流血、場外戦は基本的に無しだが場外戦はたまにやる）。
- 入場料金も安く抑える（2009年6月公演までは全席指定席で3,000円。それ以降は全席自由席で2,500円）。
- 試合中の写真撮影は不可だったが、2009年11月よりOKになった。
- 目標として横浜市長の中田宏に観に来てもらうことを掲げていたが、観戦する前に横浜市長を辞職してしまった。
- 2012年、活動停止。2013年からは大日にぎわいTHEATER（だいにちにぎわいシアター）というタイトルでリニューアルされた興行を開催。普段の姿のまま多彩なキャラクターを演じる選手の試合を中心に興行を開催している。

## 参戦選手
正規軍
- 伊東竜二

第3シーズンより登場。怒りが頂点に達するとオリエンタルドラゴンに変身する。
変身ポーズもあるにはあるが数回披露しただけでお蔵入りになった。
- オリエンタルドラゴン

オリエンタルドラゴンスプラッシュを扱う横浜プロレスの絶対的なエース。
第2シーズンまでは謎のマスクマンという触れ込みだったが第3シーズンでタイガーとともについに正体をバラした。
2008年9月にTAKAHASHI総帥によって体内からドラゴン球を抜かれてしまい、動くことすらままならない状況になった。しかし11月にドラゴン球を取り返すことに成功し、再び横浜プロレスのエースとして君臨している。
2010年1月に横浜プロレス代表として"黒天使"沼澤邪鬼とシングルで戦い勝利。横浜の平和を守った。
正規軍のリーダーだが西園寺ピエールや☆の王子様をコントロールするのに四苦八苦している。
- 西園寺ピエール（2代目）

2010年1月に登場。1ヶ月の間に100kgのダイエットに成功したらしくリアルイケメンと変貌していた。
イケメン殺法を使いこなして空気の読まなさもちゃんと継承。
イケメンカールルイス、イケメン昇竜拳、めちゃめちゃイケてる落下物が得意技。
大会終了の際にはイケメンジャンケンで場を締める。
- ☆の王子様

2010年3月に登場。にしきのあきらの曲「空に太陽があるかぎり」に乗って意気揚々とリングインしたもののシャイニングウエスタンのラリアットにてわずか3秒で敗北。
メインイベントにも（勝手に）正規軍の助っ人として戦ったが、あえなく連敗してしまった。
名字は「にしきの」というらしい。ピエールとともに正規軍に無理やり加入。
シャイニング・タイガース
- 大黒坊弁慶

初期はMASADAと日米ナチュラルパワーズで大暴れしていたが、その後はさとるワールドでの試合中心に石頭のはずなのだが何故かゆうきには弱い。
2009年8月2日の大日本プロレス六角橋商店街大会ではドクロ団の一員として戦っていた。
2010年2月の全試合終了後に登場しシャイニングタイガー＆ビッグバディとトリオを結成。
軍団のボスとして戦いをセコンドで見守っている。
2010年4月にシャイニングタイガーと組んで1Dayタッグトーナメントに出場（1回戦敗退）。
- シャイニングタイガー

元NUMAZAWA団長。ウエスタンタイガーと入れ替わりでベビーターン。
2008年5月にタカハシ総帥に息の根を止められるが6月に「正義は死なない!」と復帰をはたす。
試合以外の部分ではシャイニングジャンケンや「好きです、横浜、ハーマプロー!」の決めゼリフを持つ。
ピエールとともにお金に目がくらむ傾向がありギャラ次第でなんでもする（2009年1月に判明）。
横浜プロレスに欠かせぬ存在だが、きらり☆ひかるが登場しているときはなぜか姿を現さない。
2009年5月にドクロ団に改造されるが試合途中で正気に戻った。
9月にウエスタンタイガーと「タイガーコントラタイガー」を戦い敗戦。
試合後はウエスタンに「封印することはないと」声をかけられるも、そのまま静かにリングを降りた。
以降は公演には参加せずイベント限定選手になっていたが12月に久々の登場をはたす。
12月に大日本軍に対する横浜プロレス代表を決める試合で勝利したものの"黒天使"沼澤邪鬼とのシングルは「大人の事情」により辞退することとなった。
- シャイニングタイガービッグバディ（2代目）

2010年2月に登場したキズだらけのビッグバディ。初代よりも明らかに大きい。
お菓子とコーラが大好きで2月は試合そっちのけで飲み食いしていた。
- 佐々木貴

伊東竜二とともに第3シーズンより登場。怒りが頂点に達するとシャイニングウエスタンに変身する。
- シャイニングウエスタン（3代目）

2009年4月に登場した3代目タイガー。実は初代のウエスタンタイガーである。
2008年4月にマッドネスドラゴンに薬を飲まされヒールターンしたはずだったのだが、第3シーズン開始とともに（観客になんの断りもなく）タイガーは初代に戻っていた。
2010年3月にシャイニング一族に加わった。
- シャイニングタイガーマリポーサ

2009年10月に登場したシャイニング一族。
ながし一郎とシングルで戦いスワントーンボムで勝利。
11月は姿を見せなかったが12月に登場。
牛将軍
元々はマッドネスファクトリーの一員。連敗し処分の危機だったが趙雲に助けられ友情タッグ結成。
2008年12月にドクロ団に囚われてしまいそれ以後消息不明。
- 牛林裕二

2009年2月に登場した3代目牛将軍。
2010年3月に姿を見せなかったが、シャイニングタイガービッグバディ曰く「どっか行っちゃった」。
- 東大寺オスカル

2009年7月に登場したピエールの友人。自称イケメンタッグを結成し、佐々木義人＆石川晋也のリアルイケメンタッグと対戦。
- 趙雲子龍

情に厚くマッドネスファクトリーを追放された牛将軍とタッグを組んだり（2007年8月）改造された関本やピエールを必死の思いで説得し正規軍に引き戻した。
医術もマスターしており2009年2月公演では絶命したTAKAHASHI総帥を蘇生させる。
2009年5月公演以降姿を見せず。
- 関本大介

井上勝正の負傷によりマッスルファクトリーズとして活動ができなくなったため正規軍の一員になった。
2009年6月に伊東竜二、佐々木貴と同じく怒りが頂点に達すると変身できることが判明したがリングアナウンサーの新土、曰く「変身してもなにも変わらない」。
Dダッシュとの昼夜興行のスタイルをとってからは、試合に参加することはなくなった。
- 西園寺ピエール（初代）

2008年5月に正規軍の助っ人として登場した自称「三国一のイケメン」。顔を攻撃されることを極端に嫌う。
ドクロ団に対して倒す自信だけはやたらあるのだが根拠は特にない。常に元気なため、ムードメーカーではある。
イケメンアタック、イケメン昇竜拳、イケメン小林邦明といったイケメン殺法を多く持つ。
2009年4月にドクロ団に連れ去られてTAKAHASHI総帥によっておぞましい姿に改造させられるが試合中の趙雲子龍の一撃ですぐに目を覚ました。
4月の大日本道場イベントで（関本似の）きらり☆ひかるPに関本とのシングルを直訴。
5月にシングルが組まれて、いつもとは違うハードな試合を展開した。
熱狂的なファンが存在（4人から5人）。09年9月に登坂くんにピエール隊と名付けられた。
- シャイニングタイガービッグバディ

2009年3月に登場したシャイニングタイガーの幼馴染。名前の通りシャイニングタイガーを凌ぐ肉体を持つ。
5月公演にて改造されるが試合終了後に正気に戻った。
Dダッシュとの昼夜大会のスタイルをとるようになってからは試合には登場せず。
横浜黒ドクロ団
打倒オリエンタル・ドラゴンを狙う悪の組織。「我らこそが横浜の平和を守っている」と言い張っている。
「1、2、3、4、5、ドクロー」が決めゼリフ（「ドクロー」で腕を高らかに挙げる）。観客と一体になって決める。
2009年7月に夏休みのため参戦しないと思われていたが総帥とマッドネスウエスタンはフラッと来場していた。
- TAKAHASHI（黒ドクロ団総帥）

リングに上がればとにかく強くスリーパーは確実に息の根を止める。年齢不詳だがペリータカハシという孫がいる。
禁煙パイプとサングラスと帽子がトレードマーク。パイプをタバコと指摘されるとスイッチが入り烈火のごとく怒り出す。
2009年1月に心臓に爆弾を抱えていることが判明（しかし頭を抱えていた）。
2月にオリエンタルドラゴンに敗れ絶命。しかし趙雲の医術で蘇生。
レフェリーのミスターTAKAHASHIとして派手な動きで試合を裁く。
「ヒーローコンサルタンティング」も展開している（5月より）。
6月に新インフルにかかっていたが公演終盤にはケロリとしていた。
- オーハシ（総帥代行）

11月にTAKAHASHI総帥の代行として登場。
しかしマッドネスドラゴン&マッドネスタイガーの信頼を得ておらず指示を出しても笛吹けど踊らず。
大日本プロレスの"黒天使"沼澤邪鬼&アブドーラ小林にあっさりとコテンパンにされていた。
2010年6月に久々に登場。しかし総帥代行としての威厳は感じられなかった。
- ぶた軍曹

アブドーラ小林似の怪人。長らく消息不明だったが突如復帰。TAKAHASHI総帥に忠実に尽くしている。
総帥がリングに上がる際の踏み台担当という重要な役割もドクロ団の面々が出場している試合中は（自分が出ない時は）常に総裁の傍におり扇子であおいだり、（観客の）お茶や水を差し出したりと甲斐甲斐しく動いている。
総帥が多忙で来られないときは総帥代理として辣腕を振るっている。
しかし大日本から"黒天使"沼澤邪鬼とアブドーラ小林が参戦するようになってからは姿を見せず。
- マッドネスタイガー（2代目）

2009年4月に登場。正規軍の2代目タイガーだったはずだがいつの間にやら悪の道に。
5月公演からは姿を見せていなかったが9月に再登場をはたす。
名前は「マッドネスウエスタン」のはずだったのだが、いつの間にやら「マッドネスタイガー」になっていた。
- マッドネスドラゴン（初代）

マッドネスウエスタンとともにドクロ団を支える。TAKAHASHI総帥への忠誠心は相当なもの。
TAKAHASHI総帥曰く「栃木の山奥に住んでいる」。
しかし2代目マッドネスウエスタンとともに5月より姿を見せなかったが9月に再登場。
- マッドネスドラゴン3号

2010年2月に登場。どうやら15号までいるらしい。
- マッドネスドラゴン（代理）

TAKAHASHI総帥曰く「大人の事情」により2009年5月より出場。
- マッドネスタイガー（代理）

同じく大人の事情により2009年5月に出場。
マッドネスドラゴン（代理）とともに本物がいない間の留守を守った。
2009年6月にメインイベントの最中に黒ドクロ船軍提督のペリータカハシのお付きの人として登場。
いつの間にやら名前がマッドネスウエスタンからマッドネスタイガーに変更されていた。
その他に在籍していた構成員
- マッドネスタイガー（初代）

横浜プロレス初期に登場した怪人。TAKAHASHI総帥の登場によりフェードアウト。
試合をしていないときは常に無気力。
- 怪人ブサイキング

2009年4月に登場。正体は改造された西園寺ピエール。
しかし改造が甘かったため試合中に趙雲子龍の一撃によって無事正気を取り戻した。
- 怪人HAGE
- 怪人HAGEビッグバディ

2009年5月に髪の毛をエサに黒ドクロ団に改造されるもHAGEは試合途中にビッグバディは試合後に正気に戻った。
- ウシスタンタイガー

2008年12月に登場。
牛将軍と2代目ウエスタンタイガーを合成しパワー倍増。
しかし2009年1月に姿を見せず1回限りに登場に終わった。
- 改造セキモト

ロボットらしセリフは棒読み。
しかし第3シーズンに入ってこの設定は完全にリセットされた。
- 改造イシカワ

当初は石川晋也の名前で戦っていたが2008年6月より「はまもっこり」に改名。
10月からは「スーパーもっこリスーツ」を着用していた。
しかし2008年12月に井上勝正に負けた際「この名前を名乗る資格がない」と漏らしリングを去り2009年1月に関本ばりの肉体改造を施されまるでロボットのように無口。
黒ドクロ船軍
- ペリータカハシ

2009年6月に登場したTAKAHASHI総帥の孫。黒ドクロ船軍の提督。
- ポーク大佐

提督の右腕。
ぶた軍曹との血縁関係は不明。
- ウルトラマンティス・ブラック
- クロスボーンズ

黒ドクロ船軍の一員として登場したものの、どこまで設定を分かっていたかは不明。
2009年6月に登場した黒ドクロ団のアメリカ支部（アメリカの"サクラギチョウ"にある）。
べつに侵略が目的ではなく横浜開港150周年ということで友好を深めに来ていたらしい。
さとるワールド
- さとる

「プロレスは1人対1人、2人対2人!同じ人数同じ数!」が口癖。従って合体攻撃には応じない（1対2になるため）。
しかし試合終盤になるといとも簡単にそれを翻して合体攻撃を要求することも多いまさに自由人。
スリッパ、紅白帽、ゴムヒモなど毎回いろいろな小道具を持参して一筋縄ではいかないプロレスを展開する。
2010年4月の1DAYタッグトーナメントでは、ゆういちとのタッグで優勝。
- ゆういち

自由すぎるさとるにいつも振り回されている。
中卒プレス（一番下のロープからのダイビングボディプレス）が得意技。
- ゆうき

2008年7月に、さとる＆ゆういちとトリオを結成し数ヶ月ぶりリング復帰をはたす。弁慶に頭突きで打ち勝つ石頭。
得意技はさとる、ゆういち協力によるトップロープからの「組体操式ボディプレス」。
ムーンサルトも使いこなすが、その際になぜかタイミング良く場内が暗転してしまうため観客は確認できず。
- ゆうじ

いつもお腹をすかせている小学20年生。おそろいのツナギを着ているのだがゆうじのみ（怪奇派レスラーの如く）ボロボロ。
2009年1月に食べ物持参でリングインするようになった。
3月に、さとるに愛想を尽かし置手紙を残し失踪。それ以降姿を見せていなかったが2010年4月公演にて久々の登場をはたす。しかし勝利に貢献したのち早々に場を後にした。
さとるワールドの住人
- 闘牛・空

2009年5月に登場。さとるワールドの住人になった。
2010年05月がラスト参加となった。
- 忍

2010年4月に、ゆうきの彼氏として登場。しかし1DAYタッグトーナメントにて、ゆうきに張り手をくらわされフラれた模様。
グダグダ加減は横浜プロレス随一。さとるの自由度は他の追随を許さない。
その他
- グレート小鹿

2007年9月に登場。12月に復帰してリングにも上がった。
- "黒天使"沼澤邪鬼

きらり☆ひかるプロデューサーの友人。
2009年4月に欠場した石川晋也のピンチヒッターとして横浜プロレスに初出場をはたした。
9月のメインイベント終了後にアブドーラ小林とともに乱入。
10月にタイガー&ドラゴンとの試合を（半ば強引に）組ませた。
ラフ攻撃を駆使し10月公演でタイガー＆ドラゴン、11月公演ではMドラ＆Mタイガーを撃破。
横浜プロレスをシリアスな空気に引き込んでいる。
- アブドーラ小林

2009年9月の全試合終了後に"黒天使"沼澤邪鬼とともに乱入。
2人がかりでピエールをKOして横浜プロレスとの対決姿勢を示す。
"黒天使"沼澤邪鬼とともに横浜プロレスを「コミックショー」と見下している。
- 佐々木義人 (プロレスラー)

2009年6月に登場。石川晋也と組んでCHIKARA勢と対戦。
- ジ・ウインガー

2009年10月に登場。さとるワールドでイキイキと戦っていた。
2010年05月に闘牛・空の横浜プロレスラストマッチのあいてとなった。
- 清水基嗣

2009年11月に登場。宮本裕向とシングルで対戦。
12月公演ではリアルイケメンとしてイケメン（?）のピエールとシングルで対戦して勝利。
- 宮本裕向

長らく「ミッチー」として参加していたものの、
2009年5月からフェードアウトしていたが11月に普段のキャラで参戦。
- CHANGO

2009年11月に登場。さとるワールドで独特の存在感を発揮。
- マスクド・ホルスタイン

2010年1月に登場。シャイニングタイガーマリポーサとシングルで対戦。
2月にも参加してオリエンタルドラゴンとタッグを組む。
- フェリスト

2010年2月に登場。マッドネスドラゴン3号とタッグを組んだ。
- ベアー福田

2010年3月に登場。ヤマダマンポンドとシングルで戦った。
- ヤマダマンポンド

2010年3月に登場。ベアー福田とヘビー級同士の迫力ある試合を展開。
- 小林洋輔さん

新横浜にて居食酒屋海坊主を経営。2007年12月に横浜市民代表としてゲスト登場。
グレート小鹿、猪豚男とタッグを組んでリングデビューをはたす。
- GENTARO

初期の横浜プロレスに参戦していたが2009年7月に久々の復帰をはたす。
ドクロ団の夏休みとの関連性は不明。
- 石川晋也

良くも悪くもユルい空気の横浜プロレスにおいてDダッシュ的な熱い試合を繰り広げる貴重な存在。
ドクロ団に改造されていたことについては多くを語らない。
- 河上隆一

長らく売店担当だったが2009年3月より試合が組まれるようになった。
2009年7月にGENTAROとシングルで戦い敗れはしたが試合後にGENTAROが実力を認めるコメントを発していた。
- ミスター6号

2009年7月に登場。小さい身体をフルに活かした動きを見せていた。
- ドラ・スポルティオ

2009年7月に登場。ミスター6号の対戦相手。
- 塚本拓海
- 橋本和樹

2人とも主に売店を担当している。
そのほか橋本はセコンド業務、塚本は音響を担当。
横浜マッスルファクトリーズ
- 関本大介

黒ドクロ団のTAKAHASHI総帥に改造されてSEKIMOTOとなり暴れまくっていたが2008年11月に趙雲の決死の説得が功を奏して正規軍へ戻ってきた。
2009年1月に再びヒールターンしたが4月には再びベビーに戻り正規軍の一員として活躍中。
- 井上勝正

真っ向勝負が身上で毎回ゴツゴツした激しい戦いを繰り広げる。ハマスープレックスが得意技。
ヤングリーグ戦に出場するなど気持ちは常に若い。
横浜プロレスの肉弾戦担当だった。
途中、関本が改造されドクロ団入りしてしまったためマッスルファクトリーズとしての活動は流動的になってしまっていた。
2009年4月に久々にマッスルファクトリーズとして試合に臨んだ。
しかし井上の廃業によりまたもマッスルファクトリーズは事実上解散。
ザ・ピーナッツ
- ミッチー

動きの良さは横浜プロレスでトップクラス。エアプロレスに参戦するなど懐も広い。
2009年5月以降登場せず。
- オージー

横浜プロレスにおけるエアプロレス担当だったが2009年に入りエアプロレスからは卒業。
「プロレスの真髄」を観客に見せるべく若干空回り気味ながら毎月奮闘していた。
麻倉未稀「ヒーロー」を入場テーマにしている。
家庭教師の…トラーイ!が決めゼリフ（"家庭教師の"で手を合わせ、"トラーイ"でその手を高く掲げる）。
勝とうが負けようが、試合終了後に観客を起立させ全員でこれをやり締める。
2009年4月に試合後ちょっとギクシャクしていたのだがどうやら解散。
オージーは5月に新キャラ「ポップスター大橋（仮名）」として登場したが自らの判断で5月の1試合のみで封印。
- ジャグド
- シェーン：マシューズ

タッグチーム名は「2.0（ツーポイントオー）」。2009年6月に登場。
- 猪豚男

メインイベンターになるべくグレート小鹿にビシビシ鍛えられていたが後に消息不明。
- 井上さん

2008年11月に登場。海坊主の従業員（時給450円）。
- オージービーフ

2009年1月に登場した2代目牛将軍。マスク、コスチュームは同じだが明らかに別人。
長身でレガースを着用していたが2月には登場せず。
- ツタンカーメン9世

2007年8月に登場。GENTAROと組んでタッグトーナメントに出場したものの1回戦であえなく敗退した。
- エル・パリエンテス・デ・ヌマ

2007年7月に登場。1試合目に大橋篤のチャレンジマッチの相手を務めた。
- クレイグ
- MASADA

横浜プロレス最初期に弁慶と日米ナチュラルパワーズを結成しマッスルファクトリーズと激闘を繰り広げた。
プロデューサー
- きらり☆ひかる

2009年2月に登場。横浜プロレスプロデューサー。
登坂くん、曰く地味にプロデュースしている模様。
多忙のせいか公演に現れないこともある。
友人の"黒天使"沼澤邪鬼が来場していることが多い。
レフェリー
- 登坂くん

シャイニングタイガーとともに試合前と試合後のMCも担当。
ゆうきがリング復帰してスマイリー森島が退団して以降は全試合裁いていた。
2009年2月にプロデューサーのきらり☆ひかるに「ギャラが高い」とリストラ通告されてしまった。
レフェリーは解任されたものの参加している。
- ランドマーク大橋

2010年に入ってからのメインレフェリー。
- 李日韓

ゆうきとしてリング復帰したためレフェリーとして裁くことはなくなった。
- 池須豊

2009年2月にて登坂くんに代わるレフェリーとして登場。現在のメインレフェリー。
とくに、さとるワールドを裁くのに欠かせない存在。
リング外ではシャイニングタイガーの良き相方でもある。
2010年に入ってからはリングアナウンサーを担当。
リングアナウンサー
- 新土裕二

2010年に入ってから担当していない。
- 岡林裕二

リングアナウンサーの新土の不在の横浜プロレスを救うべくリングアナウンサーに立候補したが読みの技術に不安があり、あまりリングアナウンサーとしては活躍できていない。
前説担当
- 銀河と牛

2008年7月に登場。プロレスネタを中心に観客を盛り上げるとともに前回のあらすじを紹介する。
リングタイツを着用し登場するもののべつにプロレス的なムーブはしない。
2009年5月の前説中「（もうそろそろ1年になるのに）観客との距離を感じる」と漏らしていた。
アイスリボン提供マッチ（他団体所属選手の強制猥褻事件の影響で2008年3月に終了）
- 希月あおい
- みなみ飛香
- さくらえみ
- 真琴
- 牧場みのり
- りほ
- 聖菜
- 石井美紀
- 李日韓

レフェリーではなくプロレスラーとして戦っていた。
退団選手
- 井上勝正

怪我によりプロレスを廃業。
- 今井計

ヒールとして存在感を見せていたがいつの間にかフェードアウト。
レフェリー
- スマイリー森島

リングアナウンサー
- パーク山下

他団体所属選手の強制猥褻事件の影響で退団。

## 横浜プロレス以降の主なマスクマン
大日にぎわいTHEATER以外に出場した選手も含む。
- ラ☆パンダ

パンダの着ぐるみのような外見をしている謎の選手。笹の葉を食べつつ寝転んだりするパンダらしいムーブで相手や観客を可愛さで翻弄する。野毛山動物園や恩賜上野動物園など動物園が近い場所での興行で試合することが多い。また、毎回その体型と性格がコロコロ変化する特徴を持つ。
- ドラゴン・ショー、タイガー・テン、カンクロー・ガイ

2012年の商店街プロレス拡大と共に現れた3人組で得意技は商店街エクストリーム。
- プロレスマニアマスク

宮本裕向が理想のマスクマンを追求したもので、様々なマスクマンのマスクの一部をつなぎあわせたような姿で製作されたマスクを被っている。なお、宮本自身が正体であることを公言しており自身の自主興行にも参戦。
- ハーバー・フューチャーカイザー

ツノの生えた赤いマスクに白を基調とした全身タイツを着込んだ選手で、その胸には横浜プロレスのシンボルマークが描かれている。2014年の宮本裕向自主興行にはニセ獣神サンダーライガーというカイザーと同じ外見を持つ選手が参戦していた。
- ショッピングストリート・スーパースター

2015年の商店街プロレスシリーズより突如現れた選手。白のコスチュームに赤や青のラインをあしらい、額と背中に横浜市商店街総連合会のシンボルマークを掲げる。体型、性格、使用技は会場ごとに異なる。
なお、横浜プロレスの活動停止後もオリエンタルドラゴン・シャイニングタイガー・マッドネスドラゴンらが大日にぎわいTHETHERなどに時おり参戦している。